# Gary Veneruzzo
Gary Raymond Veneruzzo (Fort William, 28 giugno 1943) è un ex hockeista su ghiaccio canadese che nel corso della carriera ha giocato nella National Hockey League e nella World Hockey Association.

## Carriera
Veneruzzo iniziò a giocare ad hockey nella città natale di Fort William in alcuni campionati locali. Nel 1964 ebbe modo di debuttare fra i professionisti entrando a far parte dell'organizzazione dei Toronto Maple Leafs; egli giocò per tre stagioni in Central Hockey League con i Tulsa Oilers raccogliendo oltre 200 presenze.
Alla scadenza del proprio contratto nell'estate del 1967 Veneruzzo fu scelto nell'NHL Expansion Draft dai St. Louis Blues, una delle sei nuove franchigie iscritte alla NHL. Nelle cinque stagioni successive non riuscì mai a conquistare un posto da titolare nei Blues giocando solo 16 partite. Trascorse gli anni nelle formazioni affiliate nelle leghe minori, come i Kansas City Blues in CHL, i Buffalo Bisons dell'AHL con cui vinse la Calder Cup, i Seattle Totems e i Denver Spurs con cui vince la Lester Patrick Cup.
Le doti offensive di Veneruzzo emerse nelle stagioni disputate nelle leghe minori convinsero i Los Angeles Sharks a ingaggiarlo per la stagione inaugurale della World Hockey Association, lega nata per rivaleggiare con la National Hockey League. Fu il miglior marcatore nella storia della franchigia, così come per i Michigan Stags, formazione nata dopo il trasferimento degli Sharks a Detroit.
Continuò a giocare nella WHA per altre due stagioni vestendo le maglie di tre diverse franchigie, Cincinnati Stingers, Phoenix Roadrunners e San Diego Mariners. Nel 1977 lasciò l'hockey professionistico per fare ritorno nella propria città concludendo la propria carriera in una squadra amatoriale.

## Palmarès

### Club
- Calder Cup: 1

Buffalo: 1969-1970
- Lester Patrick Cup: 1

Denver: 1971-1972

### Individuale
- CPHL Second All-Star Team: 1

1967-1968
- CHL First All-Star Team: 1

1968-1969
- WHL First All-Star Team: 1

1971-1972